# Xanthoparmelia terricola
Xanthoparmelia terricola är en lavart som beskrevs av Hale, T. H. Nash & Elix. Xanthoparmelia terricola ingår i släktet Xanthoparmelia och familjen Parmeliaceae.   Inga underarter finns listade i Catalogue of Life.